# Síndrome de Meckel
El síndrome de Meckel es una enfermedad congénita y hereditaria grave que provoca malformaciones de varios órganos. En la población de Finlandia es más frecuente que en el resto del mundo, por lo que se incluye dentro de las enfermedades de herencia finlandesa.

## Historia
La primera descripción fue realizada por el anatomista alemán Johann Friedrich Meckel en 1822, que lo definió como síndrome polimalformativo en el que se asocia encefalocele, displasia quística del riñón y polidactilia.

## Frecuencia
En Finlandia se presenta un caso por cada 9000 nacimientos, en el resto del mundo es mucho menos frecuente.
La prevalencia se estima en 1/38.500 nacimientos en Europa. Sin embargo, la prevalencia al nacer es mayor en poblaciones específicas, como Finlandia (1/9.000), la población beduina kuwaití (1/3.500), la población india gujarati (1/1.300) y Catar (1/5.000). No se ha reportado predilección por género.

## Herencia y genética
Se transmite según un patrón autosómico recesivo. Se han detectado tres genes diferentes que pueden causar la enfermedad: MKS1 en el cromosoma 17q, MKS2 en el cromosoma 11q, y MKS3 en el cromosoma 8q.

- Dependiendo de la mutación subyacente , se pueden distinguir los siguientes tipos:

| Tipo  | OMIM        | Gen      | Cromosoma |
| ----- | ----------- | -------- | --------- |
| MKS1  | OMIM 609883 | MKS1     | 17        |
| MKS2  | OMIM 603194 | TMEM216  | 11        |
| MKS3  | OMIM 607361 | TMEM67   | 8         |
| MKS4  | OMIM 611134 | CEP290   | 12        |
| MKS5  | OMIM 611561 | RPGRIP1L | 16        |
| MKS6  | OMIM 612284 | CC2D2A   | 4         |
| MKS7  | OMIM 608002 | NPHP3    |           |
| MKS8  | OMIM 613846 | TCTN2    |           |
| MKS9  | OMIM 614144 | B9D1     |           |
| MKS10 | OMIM 611951 | B9D2     |           |

## Síntomas
Las principales malformaciones son quistes renales, anomalías del desarrollo del sistema nervioso central, particularmente encefalocele, y polidactilia. Pueden existir otras anomalías, entre ellas microftalmia, paladar hendido y malformaciones del corazón. El pronóstico en general es malo, produciéndose frecuentemente el fallecimiento poco después del nacimiento.

## Ciliopatía
Modernamente se ha considerado el síndrome de Meckel como una ciliopatía, es decir enfermedad provocada por disfunción del orgánulo intracelular conocido como cilio. Dentro de las ciliopatias se incluyen varias enfermedades que comparten algunas características con el síndrome de Meckel, entre ellas las siguientes: Enfermedad poliquística renal, retinosis pigmentaria, nefronoptisis, síndrome Bardet Biedl y síndrome Joubert.